# Adelshofen (Oberbayern)
Adelshofen (Oberbayern) este o comună din landul Bavaria, Germania.